# Pierre-Philippe Potier
Pour les articles homonymes, voir Potier.
Pierre-Philippe Potier (Pottier, Pottié ou Pothier), né le 21 avril 1708 à Blandain, Hainaut (Belgique) et décédé le 16 juillet 1781 à Windsor, Ontario (Canada), était un prêtre jésuite belge, missionnaire auprès des Hurons en Nouvelle-France  et lexicographe.

## Biographie
Après des études au collège de Tournai (1721 à 1727) et de Douai (1727-1729), Potier entre au noviciat de la Compagnie de Jésus à Tournai (30 septembre 1729).
Après une année d'étude de Lettres à Lille, il enseigne durant six ans au collège de Béthune (1732-1738). Puis il fait des études de theologie en préparation au sacerdoce qu'il reçoit à Douai en 1741. Il fait son Troisième an à Armentières et fait sa profession religieuse solennelle à Tournai le 2 février 1743.
Peu après, Potier s'embarque à La Rochelle pour le Canada en Nouvelle-France (18 juin 1743) où il arrive le 1er octobre à Québec.
Pour apprendre la langue hurone il passe d'abord huit mois dans la mission de Lorette située dans les prairies canadiennes à côté de la rivière Seine.
Ensuite, en 1744, il est envoyé dans la mission jésuite de l’île Bois Blanc où il fait la connaissance d'Armand de La Richardie. Ce dernier devient un temps paralysé et Potier prit la direction de la mission. Après l'incendie criminel de la mission de l'île Bois Blanc par les hommes du chef Orontony, le centre de la mission est déplacé. 
Après la signature du Traité de Paris de 1763, Potier continua sa mission auprès des canadiens-français pour lesquels il fonde en 1767 la paroisse de Notre-Dame de l'Assomption, première paroisse française en Ontario. Potier est ainsi le premier curé de l'Ontario.

## Lexicographe
Potier a laissé de nombreux manuscrits de valeurs sur la langue huronne. grammaire, une liste de racines linguistiques, un recensement de 45 foyers hurons, des régistres de comptes de la mission hurone, etc. Il rédige ainsi un manuscrit Vocabulaire huron-français. Il s'intéresse également au parler français et laisse de nombreux cahiers de notes pour ses étudiants (philosophie, théologie, histoire, géographie), des copies de sa correspondance et itinéraires de voyages missionnaires, dont notamment un recueil de mots et expressions françaises en usage à cette époque. Une grande partie de ces documents se trouve aux archives du grand Séminaire de Québec.
Tout cela témoigne de la grande culture et des connaissances de Potier, son intérêt pour le savoir, et une excellente maitrise des langues française, latine et huronne. Ses écrits démontrent également que, à la fin du XVIIIe siècle, la langue française était déjà bien établie dans la région de Détroit. Il consigne ainsi plus d'un millier de termes dans Façons de parler proverbiales, triviales, figurées, etc. des Canadiens au XVIIIe siècle, le seul lexique connu du français parlé en Nouvelle-France. 